# Catherine Malfitano
Catherine Malfitano (New York, 18 aprile 1948) è un soprano statunitense.
La sua versatilità vocale, la grazia del fisico e le capacità drammatiche fanno di lei una ricercata interprete nei teatri d'opera e sale da concerto.

## Biografia
Figlia di un violinista e di una ballerina classica, Catherine studiò musica diplomandosi alla Manhattan School of Music nel 1971. 
L'anno seguente debuttò sulle scene liriche al Central City Opera nel ruolo di Nannetta in Falstaff. 
Ben presto cantò con la Minnesota Opera alla prima mondiale dell'opera Transformations di Conrad Susa, nel 1973 Susanna ne Le nozze di Figaro con Jean Kraft a Santa Fe (Nuovo Messico) e Lady With a Hand Mirror in Postcard from Morocco al San Francisco Opera e nel 1974 alla New York City Opera ne La bohème nel ruolo di Mimi.
Cantò poi con la Lyric Opera di Chicago (1975) come Susanna ne Le nozze di Figaro con Margaret Price, Zerlina in Don Giovanni (opera) con Gundula Janowitz diretta da Colin Davis alla Royal Opera House, Covent Garden di Londra (1976), Servilia ne La clemenza di Tito con i Wiener Philharmoniker e Tatiana Troyanos diretta da James Levine a Salisburgo. Sempre nello stesso anno, Doll Bilby nella première nella Jesse H. Jones Hall for the Performing Arts di Houston di "Bilby's Doll" di Carlisle Floyd e successivamente negli altri maggiori teatri d'opera dei paesi europei.
Nel 1978 è Konstanze ne Il ratto dal serraglio per la Scottish Opera (a Glasgow, Liverpool, Edimburgo, Perth, Dundee e Newcastle upon Tyne) ed in seguito raggiunse la fama definitiva attraverso una trasmissione televisiva dell'opera di Gian Carlo Menotti, The Saint of Bleecker Street, ripresa dalla NYCO.
Da allora la Malfitano ha cantato in importanti teatri d'opera in tutto il mondo, tra cui il Metropolitan Opera House di New York dove nel dicembre 1979 debutta come Gretel in Hänsel e Gretel (opera) con la Troyanos e la Kraft, Teatro alla Scala di Milano, la Royal Opera House di Londra, il Théâtre du Châtelet di Parigi, il Théâtre de la Monnaie a Bruxelles, il Grand Théâtre de Genève a Ginevra, Antonia in Les contes d'Hoffmann con Arleen Augér, Gloria Banditelli, Neil Shicoff, Sesto Bruscantini ed Angelo Nosotti al Teatro Comunale di Firenze nel 1980, il Gran Teatre del Liceu, la Berlin Staatsoper, la Wiener Staatsoper di Vienna, la Bayerische Staatsoper di Monaco di Baviera, l'Opera di Parigi, la Hamburgische Staatsoper di Amburgo, la Nederlandse Opera di Amsterdam, nonché la Lyric Opera di Chicago, la San Francisco Opera, la Los Angeles Opera, la Houston Grand Opera e il Festival di Salisburgo.
Ancora al Metropolitan nel 1980 è Marzelline in Fidelio con Hildegard Behrens diretta da Erich Leinsdorf e Nedda in Pagliacci (opera) con Carlo Bergonzi e nel 1981 è Thérèse, Fortuneteller in Les mamelles de Tirésias, Violetta ne La traviata diretta da Levine e Lauretta in Gianni Schicchi.
Nuovamente a Salisburgo nel 1981 è Stella/Olympia/Antonia/Giulietta in Les contes d'Hoffmann con Plácido Domingo e José van Dam diretta da Levine.
Al Wiener Staatsoper debutta nel 1982 come Violetta Valéry ne La traviata con Leo Nucci.
Nel 1982 al Met è Antonia in Les contes d'Hoffmann con Domingo, la Troyanos diretta da Riccardo Chailly, nel 1983 è Mimì ne La bohème e nel 1984 Constanze in Die Entführung aus dem Serail diretta da Julius Rudel.
Nel 1983 è Suor Angelica nella ripresa nel Teatro Comunale di Firenze, nel 1984 è Manon Lescaut in Manon (Massenet) a Vienna e nel 1985 è Donna Fiorilla ne Il turco in Italia al Grand Théâtre di Ginevra e Violetta Valéry ne La traviata a Chicago.
Al Met nel 1986 è Giulietta in Romeo e Giulietta (Gounod) con Shicoff e Micaela in Carmen (opera) e nel 1987 Manon (Massenet) con Ferruccio Furlanetto.
È Lulu (opera) a Chicago nel 1987 ed al Met nel 1988.
Nel 1988 debutta al Teatro alla Scala di Milano come Daphne (opera) con la Bayerische Staatsoper diretta da Wolfgang Sawallisch ed è Cio-Cio-San in Madama Butterfly al Covent Garden.
Nel 1989 è Manon Lescaut in Manon (Massenet) e Poppea ne L'incoronazione di Poppea a Ginevra.
Nel 1990 alla Scala è Cio-Cio-San nella prima rappresentazione di Madama Butterfly con Juan Pons e Jenny Hill nella prima rappresentazione nel Teatro Verdi (Firenze) di "Ascesa e caduta della città di Mahagonny" con Barbara Frittoli.
Nel 1991 è Grete in Der ferne Klang di Franz Schreker a Vienna. 
A Chicago nel 1991 è Cleopatra in Antony and Cleopatra di Samuel Barber e Cio-Cio-San in Madama Butterfly e nel 1992 Liù in Turandot con Kristján Jóhannsson e Trina Sieppe nella prima assoluta di McTeague di William Bolcom. A Salisburgo nel 1992 è Salomè (opera) con Bryn Terfel e Poppea nella ripresa nel Teatro Comunale di Firenze di "L'incoronazione di Poppea".
Uno dei suoi cavalli di battaglia è il ruolo da protagonista nell'opera Tosca, per il quale ha vinto un Emmy Award nel 1992, cantando con Plácido Domingo, Ruggero Raimondi, Giacomo Prestia e Giorgio Gatti con l'Orchestra Sinfonica di Roma della RAI diretta da Zubin Mehta per la regia di Giuseppe Patroni Griffi. L'opera venne trasmessa in diretta Rai 1 da Castel Sant'Angelo, luogo in cui si svolse la vicenda narrata e vista da spettatori in tutto il mondo. Lei è anche considerata una grande interprete del ruolo di Salome nell'omonima opera di Richard Strauss, in particolare per l'esecuzione della "Danza dei sette veli", nella quale termina il ballo completamente nuda, una rarità in un'opera. Allo stesso modo ha cantato il ruolo di Jenny in Ascesa e caduta della città di Mahagonny di Kurt Weill.
Nel 1993 a Vienna è Cio-Cio-San in Madama Butterfly diretta da Fabio Luisi e Salomè ed a Londra Lina in Stiffelio con José Carreras, Tosca (opera) diretta da Daniel Oren e Tatyana in Eugene Onegin con Dmitri Hvorostovsky.
Nel 1994 a Salisburgo è Donna Elvira in Don Giovanni con Furlanetto, Terfel e Cecilia Bartoli diretta da Daniel Barenboim, al Met Cio-Cio-San in Madama Butterfly ed a Ginevra Léonore in Fidelio.
Nel 1995 a Londra è Salomè con Terfel ed Anja Silja; nella capitale inglese fino al 2000 è apparsa in 43 rappresentazioni. Sempre nel 1995 a San Francisco è Cio-Cio-San in Madama Butterfly ed a Chicago è Emilia Marty ne L'affare Makropulos.
Nel 1996 al Met è Salomè ed a Chicago Lauretta in Gianni Schicchi con Rolando Panerai, Giorgetta ne Il tabarro e Suor Angelica con Bernadette Manca di Nissa, Salomè con Terfel e la Silja, Jenny Smith in Ascesa e caduta della città di Mahagonny, Beatrice nella prima assoluta di A View from the Bridge di William Bolcom e Lady Macbeth (opera).
Nel 1997 è Marie nella prima di Wozzeck diretta da Giuseppe Sinopoli alla Scala ed a Vienna.
Nel 1998 è Emilia Marty ne L'affare Makropulos diretta da Charles Mackerras al Met e Jenny Smith in Ascesa e caduta della città di Mahagonny con Dame Gwyneth Jones e tiene un recital a Salisburgo.
Al Met nel 1999 è Káťa Kabanová, nel 2000 Katerina Ismailova in Lady Macbeth del Distretto di Mcensk diretta da Valerij Gergiev e nel 2002 Tosca e Beatrice in A View from the Bridge di Bolcom. Al Metropolitan ella ha preso parte in 220 rappresentazioni.
Nel 2000 è Kundry in Parsifal (opera) a San Francisco e tiene un recital a Ginevra. 
Nel corso della sua carriera, la Malfitano ha privilegiato la musica di compositori americani, tra cui Carlisle Floyd, William Bolcom, Conrad Susa e Thomas Pasatieri. La Malfitano ha diretto anche opere liriche tra cui Madama Butterfly alla Central City Opera nel 2005 e Il Santo di Bleecker Street nel 2007.
Nel 2011 ha curato la regia di Lucia di Lammermoor a Chicago e di Tosca al London Coliseum e nel 2012 di Gianni Schicchi e Eine florentinische Tragödie a Toronto e di The Martyrs di Thomas Pasatieri opera nella quale è anche Marianne al Dicapo Opera Theatre di New York.
Attualmente insegna canto alla Manhattan School of Music.
Ha cantato più di 70 ruoli in tutta la sua carriera e continua ad aggiungerne di nuovi al suo repertorio che comprende:
| Compositore               | Opera                                    | Ruolo                            |
| ------------------------- | ---------------------------------------- | -------------------------------- |
| Richard Strauss           | Salome                                   | Salome                           |
| Claudio Monteverdi        | L'incoronazione di Poppea                | Poppea                           |
| Francesco Cavalli         | L'Ormindo                                | Erisbe                           |
| Alban Berg                | Lulu                                     | Lulu                             |
|                           | Wozzeck                                  | Marie                            |
| Gian Carlo Menotti        | The Saint of Bleecker Street             | Annina                           |
| Christoph Willibald Gluck | Orfeo ed Euridice                        | Euridice                         |
| Kurt Weill                | Die Dreigroschenoper                     | Polly Peachum                    |
|                           | Street Scene                             | Anna Maurrant e Rose             |
|                           | Ascesa e caduta della città di Mahagonny | Jenny                            |
| Gaetano Donizetti         | Lucia di Lammermoor                      | Lucia                            |
| Engelbert Humperdinck     | Hänsel und Gretel                        | Gretel                           |
| Ludwig van Beethoven      | Fidelio                                  | Marzelline e Leonore             |
| Francis Poulenc           | Les Mamelles de Tirésias                 | Thérèse                          |
| Wolfgang Amadeus Mozart   | Die Entführung aus dem Serail            | Konstanze                        |
|                           | La clemenza di Tito                      | Servillia                        |
|                           | Le nozze di Figaro                       | Susanna                          |
|                           | Don Giovanni                             | Zerlina e Donna Elvira           |
| Samuel Barber             | Antony and Cleopatra                     | Cleopatra                        |
| Dmitrij Šostakovič        | Lady Macbeth del Distretto di Mcensk     | Katerina L'vovna Izmajlova       |
| Gioachino Rossini         | Il turco in Italia                       | Fiorilla                         |
| Leoš Janáček              | The Makropulos Affair                    | Emilia Marty                     |
|                           | Jenůfa                                   | Kostelnička Buryjovka            |
| Jacques Offenbach         | Les contes d'Hoffmann                    | I tre ruoli principali femminili |
| Giacomo Puccini           | Il tabarro                               | Giorgetta                        |
|                           | Suor Angelica                            | Suor Angelica                    |
|                           | Gianni Schicchi                          | Lauretta                         |
|                           | Tosca                                    | Floria Tosca                     |
|                           | La bohème                                | Mimi                             |
|                           | Madama Butterfly                         | Cio-Cio-San                      |
| Jules Massenet            | Manon                                    | Manon Lescaut                    |
| Giuseppe Verdi            | Macbeth                                  | Lady Macbeth                     |
|                           | La traviata                              | Violetta Valery                  |
|                           | Stiffelio                                | Lina                             |
| William Bolcom            | A View from the Bridge                   | Beatrice                         |

## Discografia selezionata
- (Richard Strauss) Salome, Dohnanyi/Malfitano/Terfel, Decca/Polygram, 1995 DVD.
- (Giacomo Puccini) Tosca, Teldec, 1996.
- (Gioachino Rossini) Stabat Mater, EMI / Angel / Virgin, 1996.
- (Christoph Willibald Gluck), Orfeo ed Euridice, Gala, 2000.
- (William Bolcom) Uno sguardo dal ponte, la New World, 2001.
- Cat Blue Moon: Catherine Malfitano Live at Joe's Pub, Arte Video International, 2001.
- Songs My Father Taught Me, Arte Video International, 2002.